# James Clinton
James Clinton (Contea di Ulster, 9 agosto 1736 – Little Britain, 22 settembre 1812) è stato un generale statunitense della guerra d'indipendenza americana.

## Biografia
Nacque nella contea di Ulster nella colonia di New York, in un luogo oggi parte della contea di Orange. Era il nipote di James Clinton, un militare del New Model Army di Oliver Cromwell, e figlio di Charles Clinton, un colono anglo-irlandese colonnello nella guerra franco-indiana.

Era fratello di George Clinton, governatore di New York dal 1777 al 1795 e vicepresidente degli Stati Uniti d'America dal 1805 al 1812. La prima moglie di James Clinton fu Mary DeWitt, di un'antica famiglia olandese. Tra i figli avuti da lei ci fu DeWitt Clinton, poi diventato governatore di New York, e George Clinton Junior che fu eletto al Congresso. Dalla seconda moglie Mary Gray ebbe come figlio, tra gli altri, James Graham Clinton, membro del Congresso.
Massone, fu membro della Warren Lodge No. 17 di New York.

### Guerra franco-indiana
L'esperienza militare di James Clinton iniziò con la guerra franco-indiana, partendo dal grado di alfiere nel 1757. Divenne capitano nel 1759. Nel 1758, al comando di una compagnia, partecipò col padre (colonnello) ed il fratello George (tenente) alla conquista di Fort Frontenac (oggi Kingston) operata dal generale John Bradstreet. Col fratello giocò un ruolo fondamentale nella cattura di un vascello francese.
James rimase nell'esercito, occupando vari incarichi di frontiera fino alla fine della guerra nel 1763. Diede poi le dimissioni e sposò Mary De Witt.

### Guerra di indipendenza americana
Durante la guerra d'indipendenza americana Clinton fu nominato colonnello del 3º reggimento di New York che partecipò alla fallimentare spedizione di Québec organizzata nel 1775 dal generale Richard Montgomery. Nel marzo 1776 Clinton assunse il comando del 2º reggimento di New York e poco dopo, in agosto, fu promosso generale di brigata dell'Esercito continentale.
Prestò servizio per buona parte della guerra nel dipartimento settentrionale, lungo la frontiera di New York. Durante la campagna di Saratoga del 1777 comandò Fort Clinton nelle Hudson Highlands. Partecipò al riuscito tentativo di evitare al generale britannico Henry Clinton di salvare il generale John Burgoyne a Saratoga, ma non riuscì a mantenere il controllo di Fort Clinton e Fort Montgomery.
Nel 1779 Clinton guidò una spedizione lungo il fiume Susquehanna dopo aver reso navigabile la parte superiore grazie alla costruzione di una diga alla sorgente sul lago Otsego, permettendo l'innalzamento del livello del fiume, per poi distruggere la diga e allagare il fiume per chilometri. Questa storia viene raccontata da James Fenimore Cooper nell'introduzione del famoso romanzo I pionieri. A Tioga Clinton incontrò il generale John Sullivan che aveva marciato da Easton (Pennsylvania). Il 29 agosto sconfissero insieme i lealisti Tory ed i nativi americani nella battaglia di Newtown (vicino all'attuale Elmira). Questa operazione divenne nota come "campagna Sullivan-Clinton" o "spedizione Sullivan".
Nel 1780 Clinton comandò temporaneamente il dipartimento occidentale. Nell'ottobre 1781 la sua brigata si unì a George Washington nell'assedio di Yorktown.

### Anni postbellici
Nel 1783 il generale Clinton divenne membro della Società dei Cincinnati di New York. Dopo la guerra, da civile, aiutò a definire il confine tra New York e Pennsylvania e fu delegato alla convention statale di New York che approvò la Costituzione degli Stati Uniti d'America. Clinton morì a Little Britain il 22 settembre 1812, lo stesso anno del fratello George.